# الدوري الهندوراسي الدرجة الأولى لكرة القدم 1987–88
الدوري الهندوراسي الدرجة الأولى لكرة القدم 1987–88 هو موسم من الدوري الهندوراسي الدرجة الأولى لكرة القدم. فاز فيه نادي ديبورتيفو أوليمبيا.